# Evgheni Gabrilovici
Evgheni Gabrilovici (în rusă Евгений Иосифович Габрилович; n. 11/23 octombrie 1899, Voronej, Imperiul Rus – d. 5 decembrie 1993, Moscova, Rusia) a fost un scriitor și scenarist rus.